# Prvenstvo Hrvatske u hokeju na ledu 1991./92.
Prvo hrvatsko prvenstvo u hokeju na ledu nakon raspada Jugoslavije i jugoslavenske lige je održano u sezoni 1991./92. Sudjelovala su tri kluba, a prvi prvak je postao Zagreb.

## Sudionici
- Medveščak, Zagreb
- Mladost, Zagreb
- Zagreb, Zagreb

## Ljestvica
| mj | klub      | ut | pob | ner | por | gol+ | gol- | bod |
| -- | --------- | -- | --- | --- | --- | ---- | ---- | --- |
| 1. | Zagreb    | 6  | 6   | 0   | 0   | 56   | 8    | 12  |
| 2. | Medveščak | 6  | 1   | 2   | 3   | 20   | 36   | 4   |
| 3. | Mladost   | 6  | 0   | 2   | 4   | 13   | 44   | 2   |

## Poveznice i izvori
- passionhockey.com, Prvenstvo Hrvatske u hokeju na ledu 1991./92.